# Snilleskolan
Snilleskolan (engelska: Real Genius) är en amerikansk science fiction-komedifilm från 1985 i regi av Martha Coolidge. I huvudrollerna ses Val Kilmer och Gabriel Jarret.

## Rollista i urval
- Val Kilmer - Chris Knight
- Gabriel Jarret - Mitch Taylor
- Michelle Meyrink - Jordan Cochran
- William Atherton - professor Jerry Hathaway
- Robert Prescott - Kent
- Jon Gries - Lazlo Hollyfeld
- Mark Kamiyama - "Ick" Ikagami
- Ed Lauter - David Decker
- Louis Giambalvo - major Carnagle
- Patti D'Arbanville - Sherry Nugil
- Severn Darden - doktor Meredith
- Beau Billingslea - George
- Joanne Baron - Mrs. Taylor
- Sandy Martin - Mrs. Meredith
- Dean Devlin - Milton
- Yuji Okumoto - Fenton
- Deborah Foreman - Susan Decker
- Stacy Peralta - pilot